# 帕克鎮區 (密歇根州聖約瑟夫縣)
帕克鎮區（英語：Park Township）是位於美國密歇根州聖約瑟夫縣的一個行政鎮區。

## 地方資料
帕克鎮區的面積為92.70平方千米，當中陸地面積為90.90平方千米，而水域面積為1.80平方千米。根據2020年美國人口普查的數據，當地共有人口2397人，而人口密度為每平方千米25.86人。